# St. Paulus (Harsewinkel)

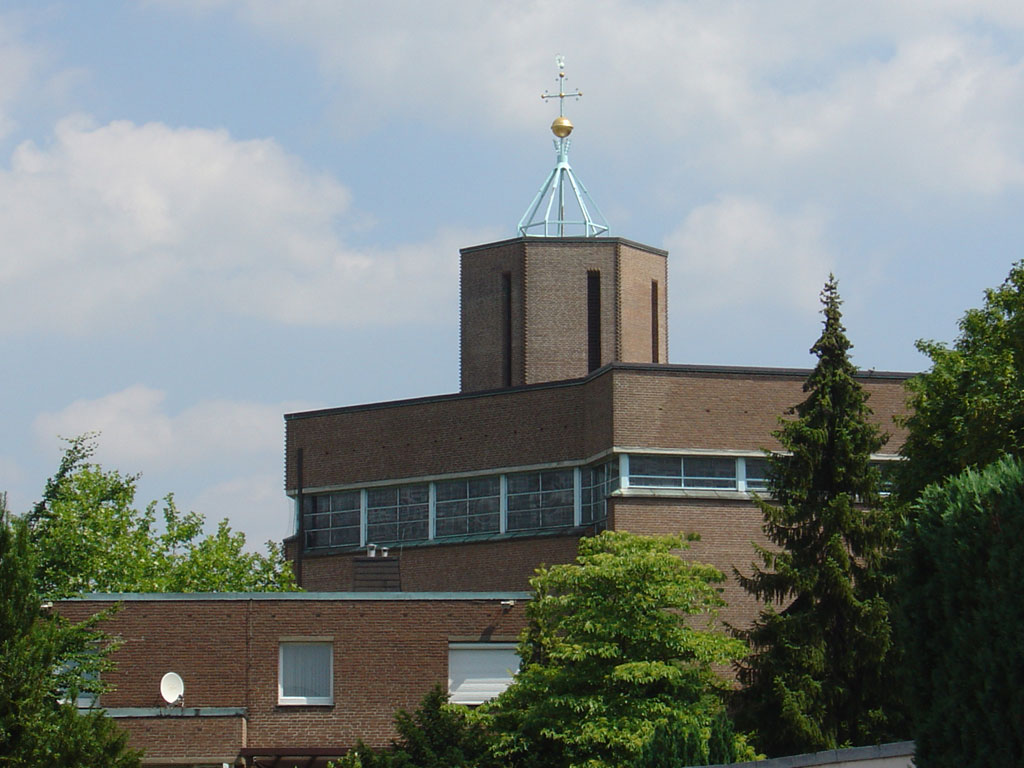
Blick auf die St.-Paulus-Kirche, im Vordergrund das Pfarrhaus

St. Paulus ist die jüngste katholische Filialkirche der Pfarrei St. Lucia im ostwestfälischen Harsewinkel in Nordrhein-Westfalen, Deutschland.

## Geschichte

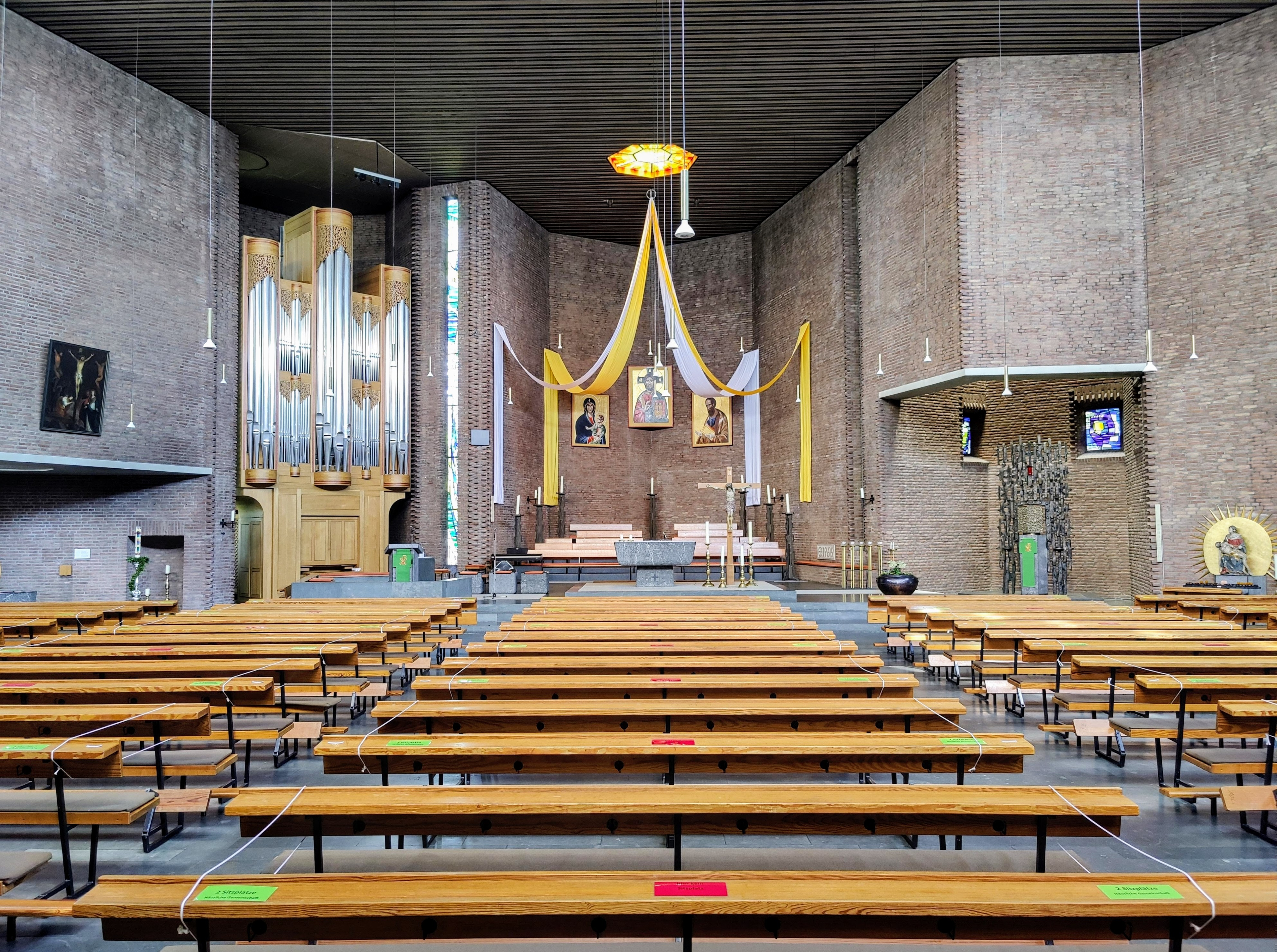
Innenraum (2021)

In den 1950er und 1960er Jahren stieg die Zahl der Katholiken in Harsewinkel auf über 9.000 an. Die Gemeinde St. Lucia wurde unübersichtlich und eine menschennahe Seelsorge war kaum noch möglich. Anfang der 1960er Jahre gab es die ersten Überlegungen, eine neue Pfarrei mit eigener Kirche zu gründen. Kaplan Karl-Gerd Haggeney wurde daraufhin nach Harsewinkel versetzt, um diesen Auftrag zu erfüllen. Nach Beginn der Planung der Pfarrei wurde das Pfarrgebiet auf den so genannten Rövekamp, die Bauerschaft Überems und den westlichen Teil der Bauerschaft Rheda festgelegt.
Die Gremien der St.-Lucia-Pfarrei sowie aktive Personen der neuen Pfarrei standen dem Kaplan zur Seite. Im Mai 1964 erteilte das Bischöfliche Generalvikariat die Genehmigung, in der Pausenhalle der Overbergschule Schulgottesdienste abzuhalten. Nach der Fertigstellung der Harsewinkler Realschule wurden im dortigen Atrium auch sonntags die Heilige Messe gefeiert.
In der weiteren Entwicklung der Pfarrei beschlossen alle zuständigen Gremien, die Pfarrei und das Gotteshaus dem Völkerapostel Paulus zu widmen. Aus den eingereichten Kirchenbauentwürfen wurde der Plan des Kölner Architekten Hans Schilling ausgewählt. Die Baukosten betrugen etwa 1,5 Millionen DM. 250.000 DM kamen vom Bistum Münster, für 390.000 DM wurde ein Grundstück der Pfarrei veräußert, die Stadt Harsewinkel unterstützte das Projekt mit 250.000 DM und 600.000 DM konnten durch Spenden der Bevölkerung beigesteuert werden.
Am 14. Oktober 1965 stimmte der Kirchenvorstand St. Lucia unter Dechant Markforth dem Neubau des Gotteshauses zu. Am 18. Dezember des Jahres folgte das Bischöfliche Generalvikariat dem Beschluss. Die Baugenehmigung wurde am 28. Februar 1966 erteilt und die Arbeiten wurden am 18. April 1966 an die Firma Büscher & Sohn in Münster vergeben. Am 31. Mai 1966 begannen die Bauarbeiten, so dass am 24. Juli 1966 der Grundstein durch den Dompropst Clemens Echelmeyer aus Münster gelegt wurde.
Der Kirchbau machte große Fortschritte, so dass am 6. Oktober 1966 Richtfest gefeiert werden konnte. Knapp ein Jahr später, am 9. September 1967, konsekrierte Weihbischof Heinrich Tenhumberg das Gotteshaus und übergab es der Gemeinde. Die Gemeinde wurde zu einem seelsorgerisch selbstständigen Pfarrrektorat unter der Leitung von Pfarrrektor Haggeney. Am 15. Februar 1968 erfolgte die Erhebung zur Pfarre, am 17. März wurde Karl-Gerd Haggeney zum Pfarrer in St. Paulus ernannt.
Die erste Kirchenvorstandswahl fand am 24. März 1968 und die erste Wahl zum Pfarrkomitee am 5. Mai 1968 statt.
Am 11. August 1985 wurde die Bekrönung des Kirchturmes aufgesetzt.
Zum 27. April 2014 hob Bischof Felix Genn die eigenständige Pfarrei St. Paulus auf und errichtete eine neue Pfarrei St. Lucia. Die ehemalige Pfarrkirche wurde zur Filialkirche.

## Ausstattung

### Orgel

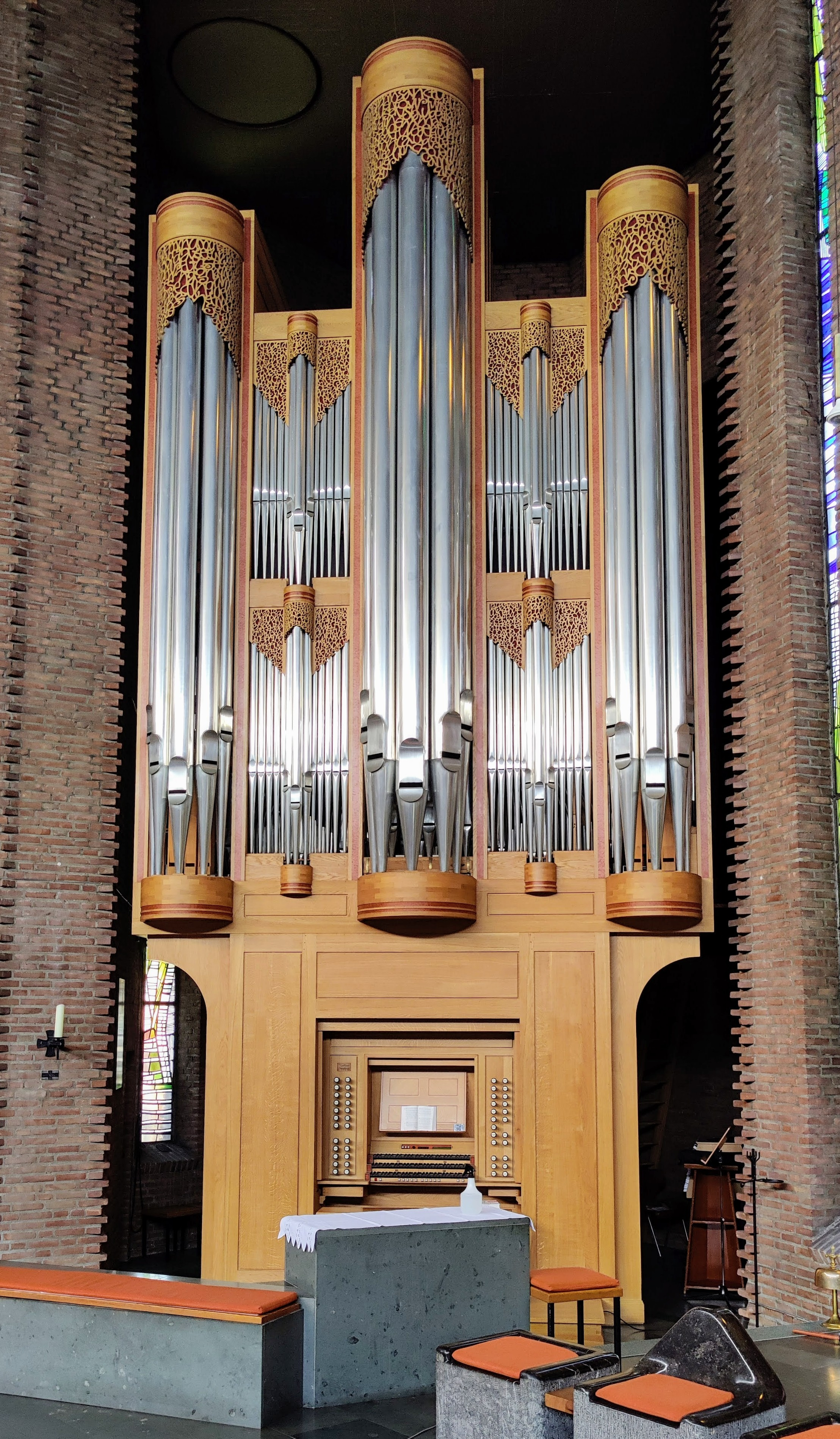
Muhleisen-Orgel

Am 17. September 1977 wurde die erste Orgel eingeweiht; sie wurde 2004 durch eine neue Orgel ersetzt. Das französisch-romantische Instrument wurde von der Orgelbaufirma Manufacture d’Orgues Muhleisen (Straßburg) erbaut und hat 35 klingende Register und ein Carillon auf drei Manualen und Pedal, zuzüglich Transmissionen aus dem Récit in das Positif und aus der Grand Orgue in das Pedal, so dass das Instrument insgesamt 45 Register hat. Die Spieltrakturen sind mechanisch, die Registertrakturen elektrisch.
| I Grand Orgue C–a3 |            |        |
| 01.                | Montre     | 16′    |
| 02.                | Principal  | 08′    |
| 03.                | Flûte      | 08′    |
| 04.                | Viole      | 08′    |
| 05.                | Bourdon    | 08′    |
| 06.                | Octave     | 04′    |
| 07.                | Flûte      | 04′    |
| 08.                | Doublette  | 02′    |
| 09.                | Fourniture | 02 ⁄3′ |
| 10.                | Fourniture | 01 ⁄3′ |
| 11.                | Cornet V   | 08′    |
| 12.                | Bombarde 0 | 16′    |
| 13.                | Trompette  | 08′    |
| 14.                | Clairon    | 04′    |
|                    | Carillon   |        |

| II Positif C–a3 |                     |        |
| 15.             | Flûte (= Nr. 23)    | 08′    |
| 16.             | Prestant (= Nr. 26) | 04′    |
| 17.             | Nazard (= Nr. 28)   | 02 ⁄3′ |
| 18.             | Principal           | 02′    |
| 19.             | Quinte              | 01 ⁄3′ |
| 20.             | Clarinette          | 08′    |
|                 | Tremulant           |        |

| III Récit C–a3 |                        |         |
| 21.            | Bourdon                | 16′     |
| 22.            | Diapason               | 08′     |
| 23.            | Flûte à cheminée       | 08′     |
| 24.            | Gambe                  | 08′     |
| 25.            | Voix céleste           | 08′     |
| 26.            | Prestant               | 04′     |
| 27.            | Flûte octaviante       | 04′     |
| 28.            | Nazard                 | 02 ⁄3′  |
| 29.            | Flageolet              | 02′     |
| 30.            | Tierce                 | 01 3⁄5′ |
| 31.            | Plein Jeu IV           | 02′     |
| 32.            | Cor anglais            | 16′     |
| 33.            | Trompette harmonique 0 | 08′     |
| 34.            | Hautbois               | 08′     |
| 35.            | Clairon                | 04′     |
|                | Tremulant              |         |

| Pédale C–g1 |                       |     |
| 36.         | Bourdon               | 32′ |
| 37.         | Soubasse              | 16′ |
| 38.         | Montre (= Nr. 1)      | 16′ |
| 39.         | Principal (= Nr. 2)   | 08′ |
| 40.         | Bourdon (= Nr. 5)     | 08′ |
| 41.         | Octave (= Nr. 6)      | 04′ |
| 42.         | Bombarde              | 32′ |
| 43.         | Bombarde (= Nr. 12) 0 | 16′ |
| 44.         | Trompette (= Nr. 13)  | 08′ |
| 45.         | Clairon (= Nr. 14)    | 04′ |

- Koppeln: II/I, III/I, III/II
- Spielhilfen: 18000-fache Setzeranlage
- Anmerkungen:

1. ↑  Untere Oktave akustisch.

Hansjörg Albrecht spielte an der Orgel mehrere CD-Aufnahmen ein.

### Glocken
Die Glocken wurde 1969 von der Eifeler Glockengießerei (Brockscheid) gegossen.
| Nr. | Name | Durchmesser (mm) | Masse (kg) | Schlagton (HT-1/16) | Inschrift |
| --- | ---- | ---------------- | ---------- | ------------------- | --------- |
| 1   |      | 920              |            | a1                  |           |
| 2   |      | 820              |            | h1                  |           |
| 3   |      | 680              |            | d2                  |           |

## Pfarrer
- 1968−1981: Karl-Gerd Haggeney
- 1981−1990: Hans Hasken
- 1990−1995: Günther Lube
- 1995–2001: Raimund Uhling
- 2001–2003: Josef Heisterkamp
- 2003–2017: Wim Wigger